# Панірі
Панірі (Аймара) — стратовулкан розташований в Ель-Лоа, провінції Антофагаста, Чилі, недалеко від кордону з Болівією. На північний захід лежать близнюки вулкани Сан-Педро і Сан-Пабло, і до його південно-сході лежить Серро-дель-Леон, від якого він відділений величезним лавовим куполом Чао.
Клаудіо Лусеро і Нельсон Муньос здійснили перше зареєстроване сходження на Панірі в 1972 році. Вони виявили археологічні знахідки на його вершині.
| Чилі | Це незавершена стаття з географії Чилі. Ви можете допомогти проєкту, виправивши або дописавши її. |